# Ford Focus IV
La Ford Focus IV (oppure Focus MkIV o Mk4) è un'autovettura di segmento C prodotta dalla filiale europea della casa automobilistica statunitense Ford dal 2018 al 2025.
Si tratta della quarta ed ultima generazione della berlina compatta Ford.

## Destinazione e storia

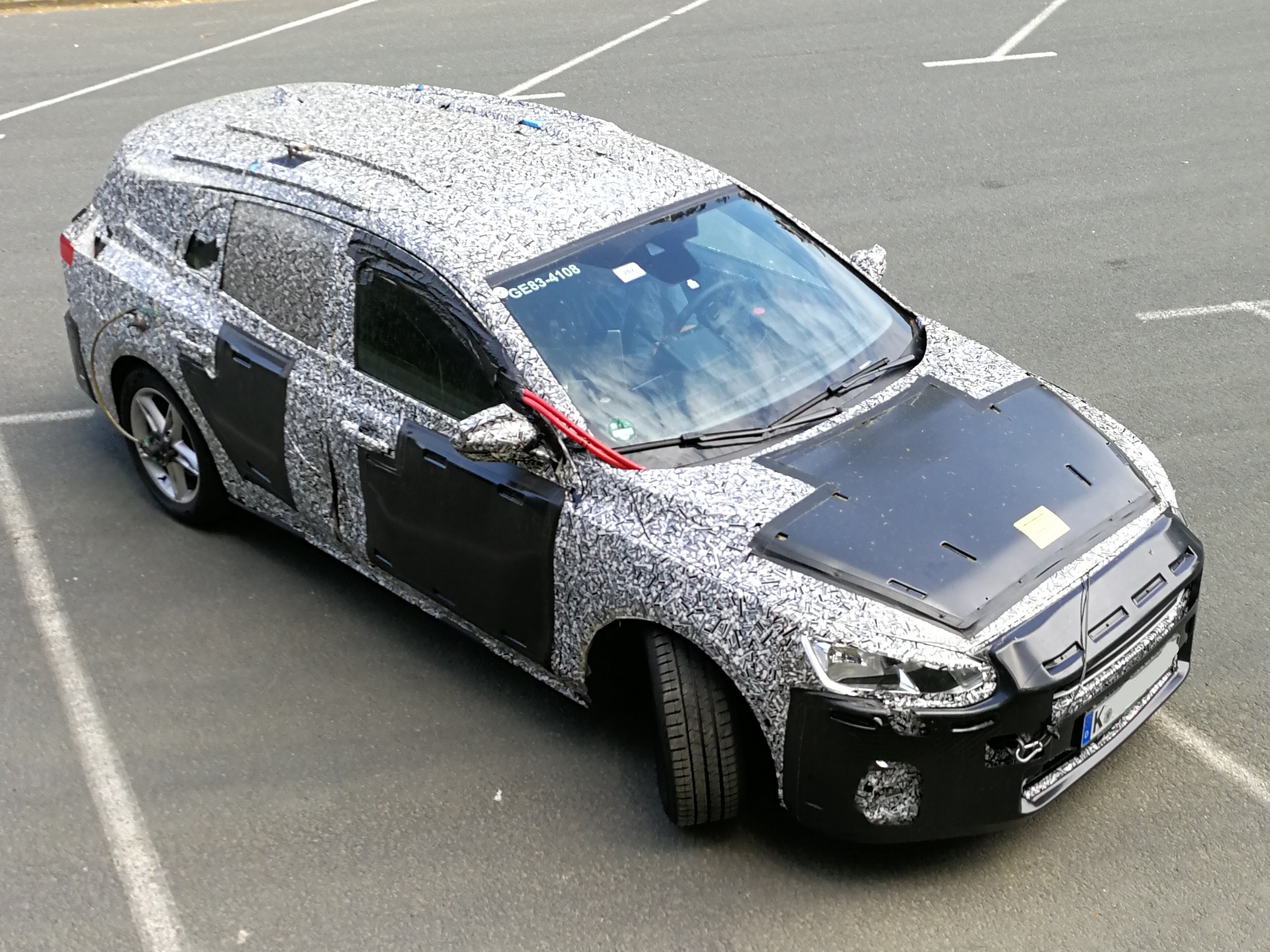
Un muletto durante le fasi di test su strada

La quarta serie della Focus destinata ai mercati europeo e asiatico è stata presentata il 10 aprile 2018 a Londra e in seguito esposta al salone dell'automobile di Pechino con le prime consegne iniziate l'estate successiva.
Come per le generazioni precedenti, è disponibile con carrozzeria berlina a tre volumi, hatchback e familiare, equipaggiate con propulsori tra 1 e 2 litri sia benzina che diesel. Gli ingombri esterni non hanno subito modifiche di rilievo rispetto alla serie precedente.
Con questa serie è cessata la commercializzazione della Focus nel mercato nordamericano. Inizialmente prevista, si è deciso in extremis di sopprimerla perché la versione con le specifiche americane avrebbe dovuto essere prodotta in Cina, ma a causa dei dazi introdotti dall'amministrazione Trump tale produzione sarebbe stata troppo rischiosa.
L'impianto di produzione europeo è quello di Saarlouis. 
Nell'aprile 2020, Ford ha annunciato che da questa generazione la versione RS non sarebbe stata più venduta, a causa degli standard europei sulle emissioni e degli alti costi di sviluppo e progettazione.

### Struttura e meccanica

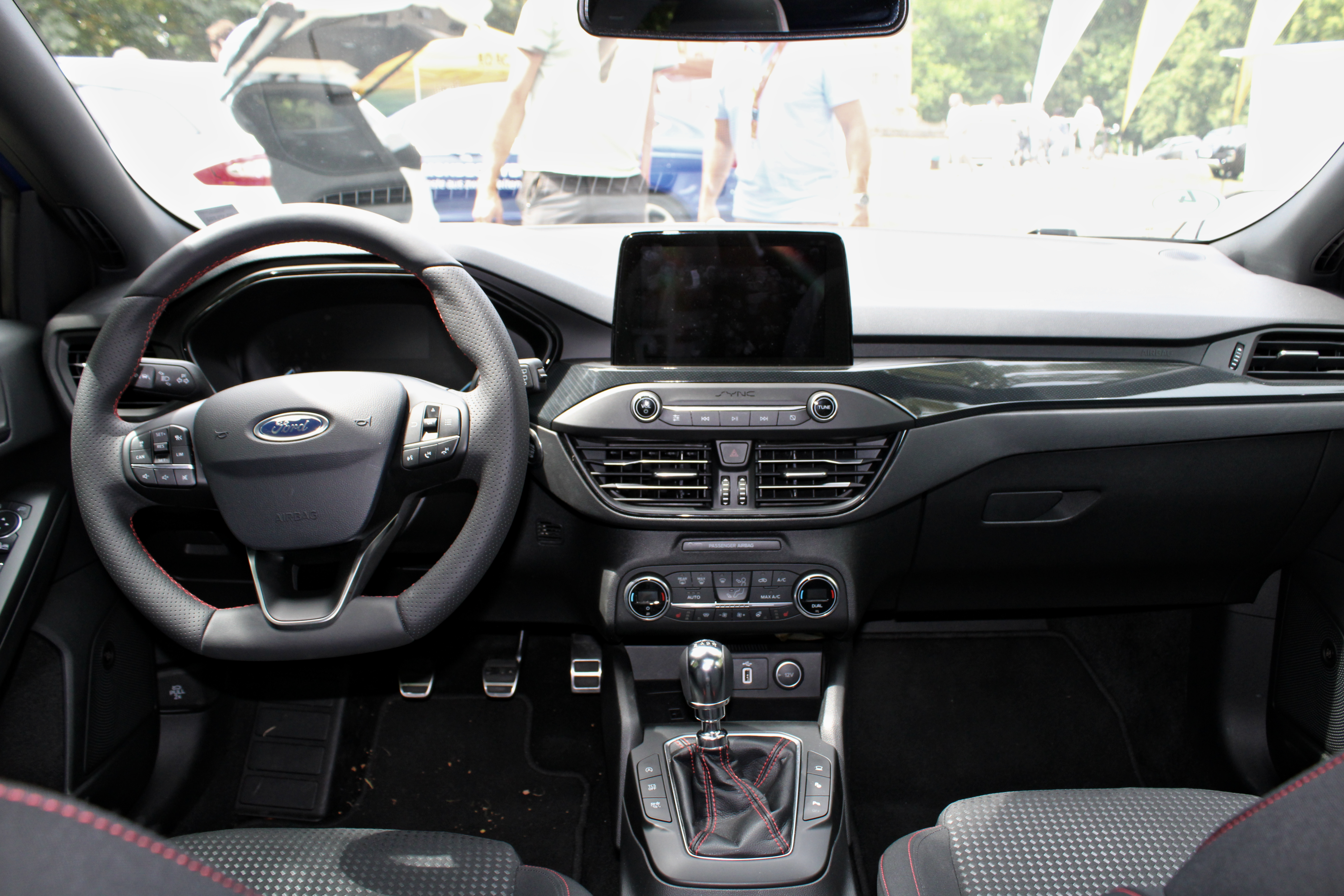
Interni di una Ford Focus Mk4 ST-Line

È la prima autovettura della Ford basata sulla piattaforma C2, che porta un aumento della rigidità torsionale del 20% con gli attacchi delle sospensioni più rigidi del 50% per migliorare la guidabilità, con il passo che è stato aumentato di 53 millimetri e gli sbalzi sono stati ridotti. Sulla Focus Mk4 per aumentare la rigidità della struttura posteriore viene utilizzata una schiuma estrusa che viene inserita umida in una cavità del sottoscocca posteriore durante il processo di assemblaggio, che asciugandosi ed espandendosi con il calore del processo di essiccazione della vernice fornisce una rigidità laterale locale maggiore del 10% con un peso aggiuntivo minimo. 
La sospensione anteriore è del tipo MacPherson, quella posteriore varia in base al tipo di carrozzeria e alla potenza del motore: per tutte le motorizzazioni con carrozzeria station wagon e per la 5 porte con i soli motori 1.5 EcoBoost e 2.0 EcoBlue il retrotreno è un multilink a tre bracci e mezzo, mentre la 5 porte con i motori 1.0 EcoBoost e 1.5 EcoBlue montano un ponte torcente derivato dalla settima generazione della Fiesta ST, ottimizzato utilizzando un sistema che evita i cambiamenti di geometria del ponte stesso migliorando stabilità, agilità e reattività. Per i modelli a cinque porte dotati di sospensioni multilink è stata introdotta per la prima volta la tecnologia CCD di Ford, che ogni 2 millisecondi monitora le sospensioni, il corpo vettura, lo sterzo, la frenata e regola la risposta di smorzamento degli ammortizzatori per una qualità di guida migliore. Il sistema CCD supporta anche la tecnologia Drive Mode, le modalità Normal, Sport ed Eco sono offerte per la prima volta su tutte le versioni di Focus, consentendo di regolare la risposta del pedale dell'acceleratore, il cambio automatico a otto rapporti, il servosterzo e il cruise control adattivo; il CCD offre in più anche le modalità di guida Comfort ed Eco-Comfort e regola di conseguenza le sospensioni, tale sistema aiuta anche a ridurre l'impatto delle buche, rilevando il bordo di una buca e frenando l'ammortizzatore in modo che la ruota non cada all'interno, evitando di colpire duramente il lato opposto della buca. Inoltre è in grado di regolare le sospensioni posteriori in modo che possano rispondere ancora più velocemente: basandosi attraverso un segnale proveniente dalla ruota anteriore può adattare l’ammortizzatore posteriore ben prima che la ruota raggiunga la buca. 

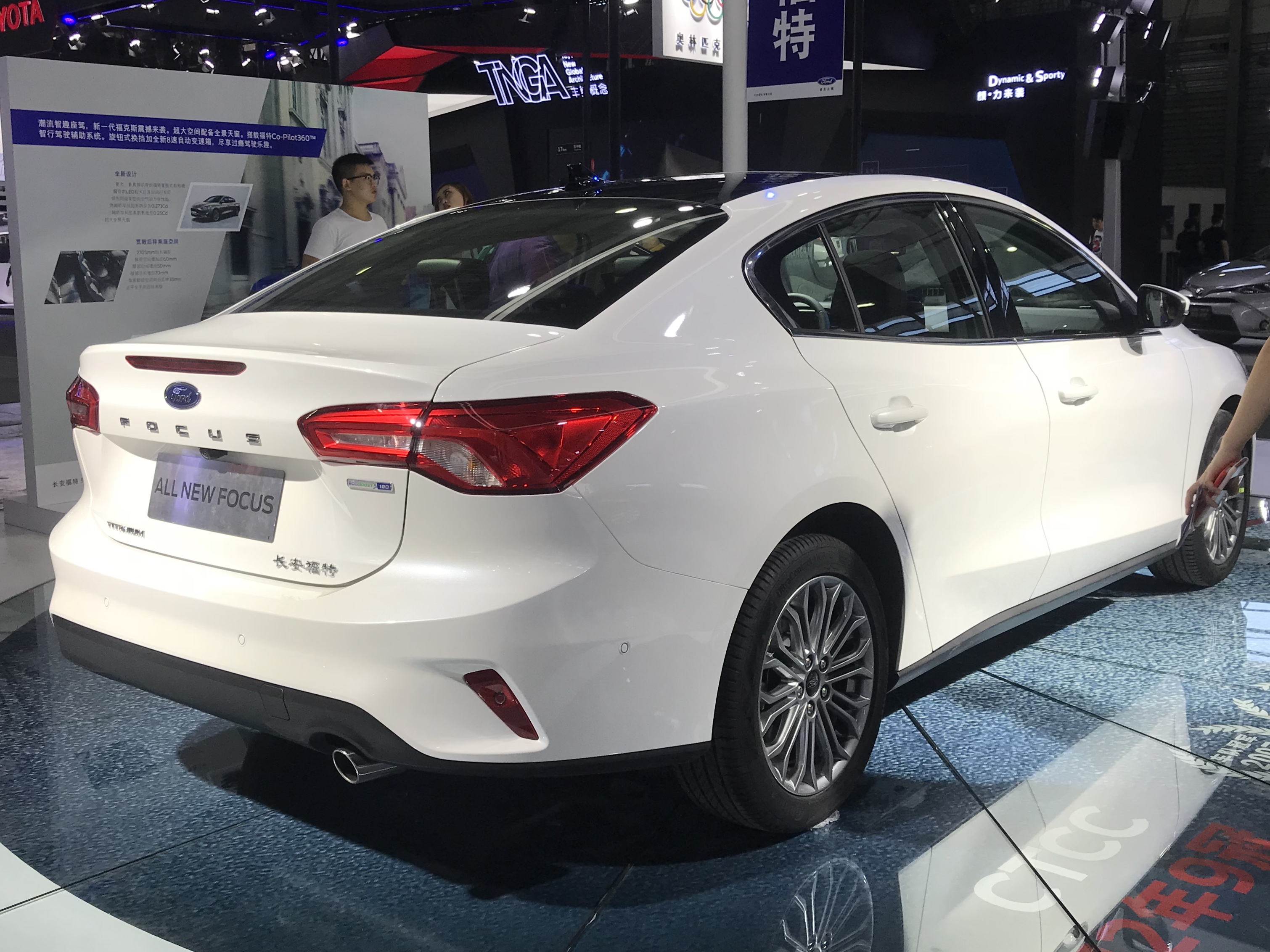
Focus 4 porte

Diversi assetti sono disponibili in base all’allestimento: la ST-Line ha un assetto ribassato di 10 millimetri, barre stabilizzatrici, molle e ammortizzatori specifici, Active ha un assetto rialzato di 30 millimetri e portamozzi sia anteriori che posteriori specifici. Sulla Mk4 è stata migliorata l’aerodinamica, con un valore del Cx dichiarato di 0,273 per la 5 porte e 0,284 per la station wagon; inoltre alcune motorizzazioni sono dotate della griglia attiva che si chiude automaticamente per ridurre il Cx quando non è necessario raffreddare il radiatore. Lo sterzo ha un raggio di sterzata di 11 m (cerchi da 16 e 17 pollici) o 11,6 m (cerchi da 18 pollici) con un rapporto di 14,3:1 e la servoassistenza variabile del tipo elettrica con Torque Steer Compensation.
Tutti i cambi manuali sono a 6 rapporti mentre per alcune motorizzazioni è disponibile un cambio automatico con convertitore di coppia a 8 rapporti con Adaptive Shift Scheduling che ottimizza i tempi di cambiata rilevando la presenza di curve, lo stile di guida, le salite e le discese, l’Adaptive Shift Quality Control che valutando le informazioni relative al veicolo e allo stile di guida impostato aiuta a regolare la pressione della frizione per cambi marcia più fluidi. L’impianto frenante prevede dischi anteriori ventilati e posteriori pieni, sistema antibloccaggio (ABS) con distribuzione elettronica della forza frenante (EBD), controlla elettronico di stabilità (ESP) con Torque Vectoring Control, frenata di emergenza assistita (EBA), frenata automatica di emergenza (AEB) e Pre-Collision Assist con rilevamento pedoni. La distanza di frenata da 100 km/h è stata ridotta fino a 1 metro, con il nuovo servofreno elettrico disponibile in determinati modelli che aumenta la forza di azionamento del pedale e al quale conferisce una sensazione più solida e consistente. 

### Motori

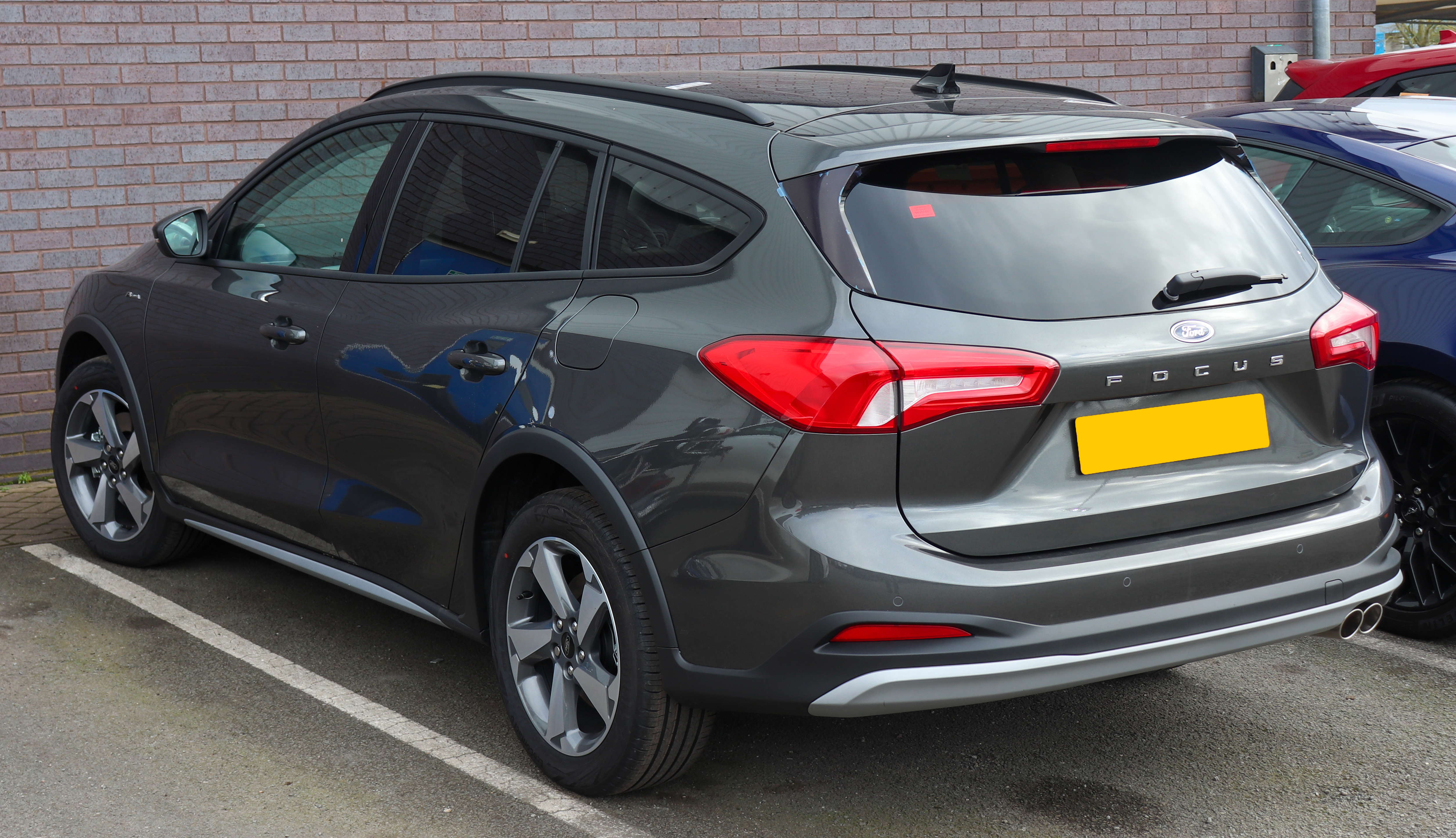
Focus Station Wagon Active X

Al lancio sono disponibili le seguenti motorizzazioni:
- 1.0 Ecoboost: motore a 3 cilindri in linea disponibile in tre varianti di potenza da 85, 100, 125 CV con disattivazione di un cilindro e picco di coppia di 170 Nm (tranne per il 125 CV che può arrivare per pochi secondi a 200 Nm grazie all’overboost). Questo motore ha il monoblocco in ghisa e testa in lega di alluminio con distribuzione a catena bialbero con 4 valvole per cilindro e fasatura variabile sia in aspirazione che in scarico. L’iniezione è diretta ad alta pressione a 250 bar con iniettori a 5 fori con la sovralimentazione che è affidata a un tipo di turbocompressore con flusso radiale-assiale (RAXX) sviluppato da Continental. Allo scarico è presente un catalizzatore ossidante e il filtro antiparticolato. Altre caratteristiche prevedono doppio circuito di raffreddamento con pompa dell'acqua mossa dall’albero a camme e pompa dell'olio a portata variabile a controllo elettronico per diminuire il consumo di carburante, turbolenza del cilindro ottimizzata e compressione elevata per una combustione più efficiente, pistoni con fasce a basso attrito.

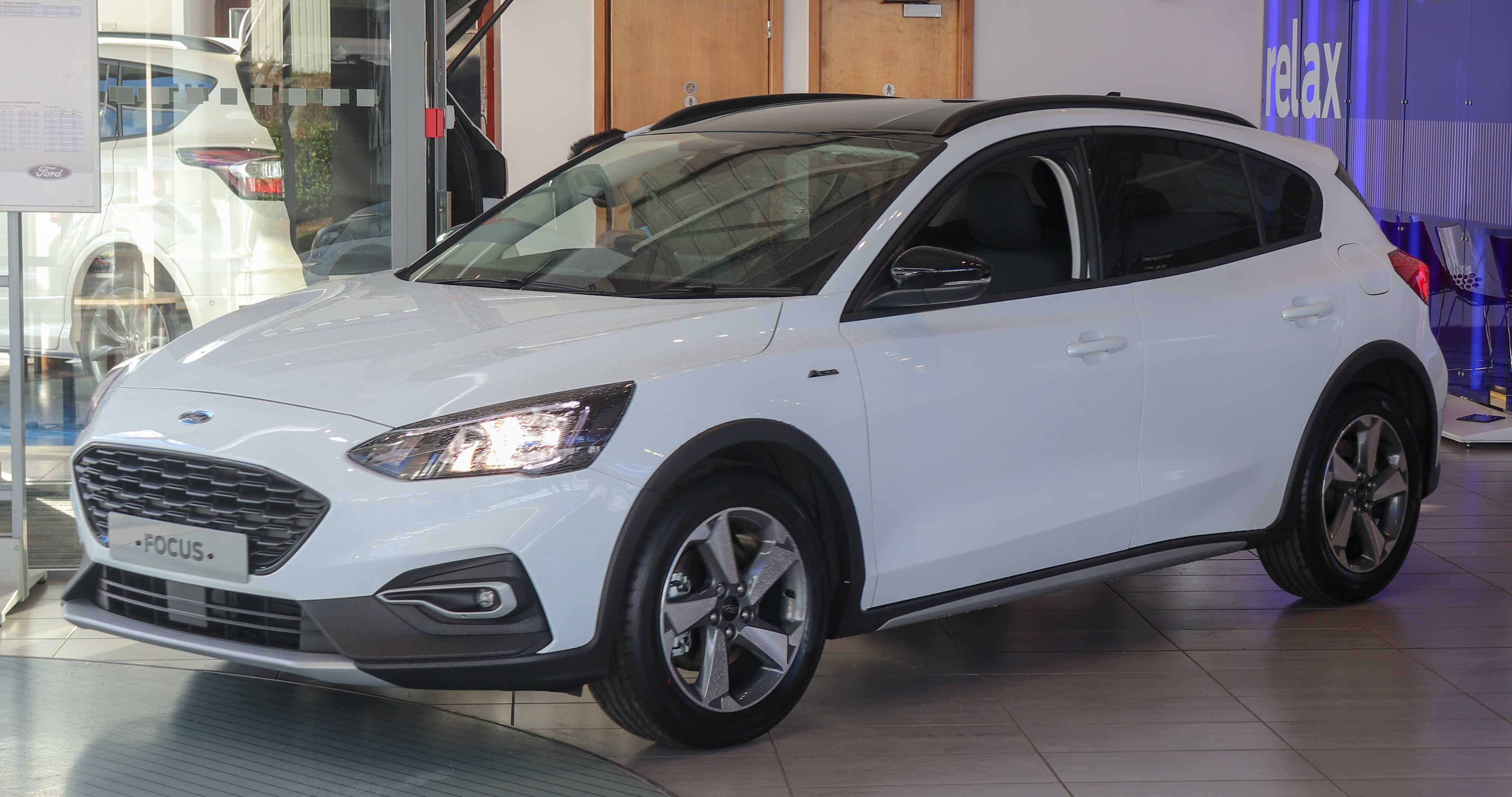
Focus Active

- 1.5 Ecoboost: motore a 3 cilindri in linea disponibile in due variati da 150 e 182 CV dotato di disattivazione di un cilindro con un picco di coppia di 240 Nm a 1600 giri/min. Monoblocco e testa sono in lega di alluminio con distribuzione a catena bialbero a 4 valvole per cilindro con fasatura variabile sia in aspirazione che in scarico. Sono presenti 6 iniettori con un sistema a doppia iniezione, diretta con iniettori ad alta pressione a 6 fori e indiretta con iniettori a bassa pressione. Il turbocompressore è il RAXX della Continental così come allo scarico è montato un catallizzatore ossidante e il filtro antiparticolato. Altre caratteristiche prevedono un singolo circuito di raffreddamento e pompa dell'olio a portata variabile a due stadi, collettore di scarico integrato nella testata che migliora l'efficienza della combustione aiutando il motore a raggiungere la temperatura ottimale più velocemente con più coppia a bassi giri riducendo il turbo-lag.
- 1.5 EcoBlue: motore diesel a 4 cilindri in linea da 95 o 120 CV con un picco di coppia pari a 300 Nm. Monoblocco e testa sono in alluminio, distribuzione bialbero a 4 valvole per cilindro con cinghia rinforzata in kevlar a basso attrito sull’asse a camme primario mentre l’altro è mosso da catena. Iniezione common rail Bosch con iniettori a 8 fori da 2000 bar e sovralimentazione mediante turbocompressore a bassa inerzia con controllo elettronico della geometria variabile e intercooler acqua-aria, ricircolo dei gas di scarico ad alta e bassa pressione, pompa dell'olio a portata variabile, collettore di aspirazione integrato nella testa.
- 2.0 Ecoblue: motore 4 cilindri in linea da 150 CV e 370 Nm da 2000 a 2500 giri/mim. Questo è il primo motore diesel Ford ad avere i pistoni in acciaio per una minor dilatazione termica; inoltre l'albero a gomito è sfalsato di 10 mm per ridurre il carico laterale del pistone e le forze di sfregamento contro le pareti del cilindro. Il monoblocco è in ghisa mentre la testa in alluminio, la distribuzione bialbero a 4 valvole per cilindro con cinghia a bagno d’olio a basso attrito. L’iniezione è common rail sviluppata da Ford con iniettori piezo-elettrici a 8 fori da 2200 bar. Sovralimentazione mediante turbocompressore a bassa inerzia con controllo elettronico della geometria variabile e intercooler acqua-aria, ricircolo dei gas di scarico ad alta e bassa pressione, sistema SCR per l'abbattimento degli ossidi di azoto e pompa dell'olio a portata variabile.

## Evoluzione

### Focus ST

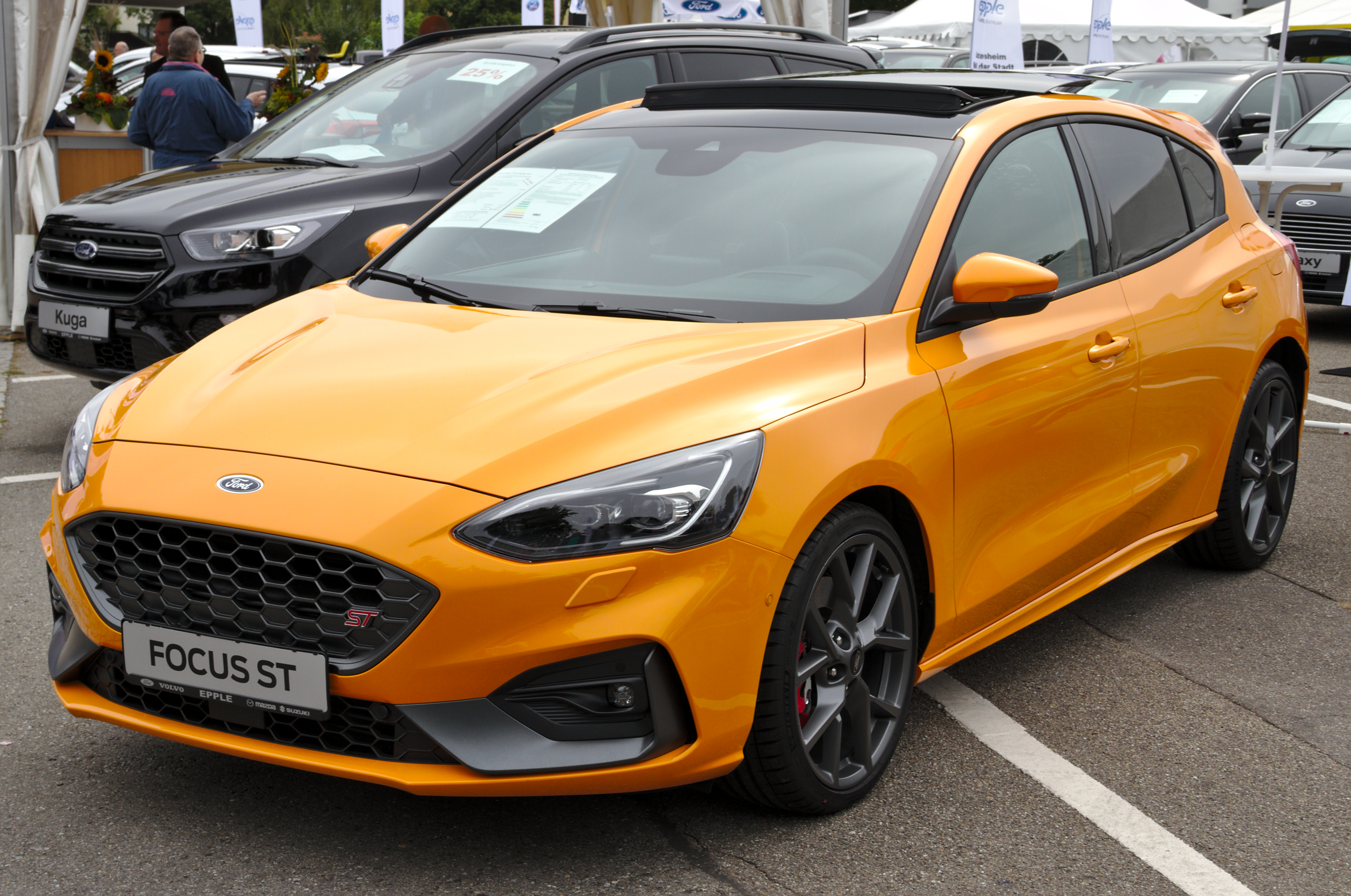
La Ford Focus ST del 2020

La ST è disponibile con il motore a benzina EcoBoost da 2.3 litri da 280 CV con 420 Nm di coppia e con il motore diesel EcoBlue da 2.0 litri da 190 CV con 400 Nm di coppia.
Oltre che con il cambio manuale a 6 marce, la versione a benzina è disponibile anche con la trasmissione automatica a 7 rapporti con comandi al volante. La Focus ST presenta diverse novità tra le quali quattro modalità di guida selezionabili: Active (superfici a bassa aderenza), Normal, Sport e Track (Circuito). Ciascun assetto ottimizza le prestazioni della vettura modificando la mappatura del motore, la sensibilità dell'acceleratore e del pedale del freno e la risposta dello sterzo.
È inoltre disponibile in opzione il "Performance Pack" che include il sistema "rev-match" per cambio manuale che permette di rendere più veloce e fluido la cambiata in scalata, ottimizzando il regime del motore e facendo una sorta di "doppietta" automatica, le pinze dei freni verniciate di rosso e il launch control. La vettura viene equipaggiata con un differenziale elettronico a slittamento limitato (eLSD). Il sistema analizza costantemente i dati provenienti da una serie di sensori e può regolare la distribuzione della coppia tra le ruote motrici nel giro di pochi millisecondi. Ciò migliora la trazione, la tenuta di strada e la stabilità, garantendo un maggior controllo in curva anche a velocità elevate. È dotata di un sistema frenante ad alte prestazioni, con pinze anteriori a doppio pistoncino e dischi freno più grandi rispetto alle altre versioni. Il sistema di frenata ha una resistenza al fading quasi quattro volte superiore rispetto alla generazione precedente di ST.

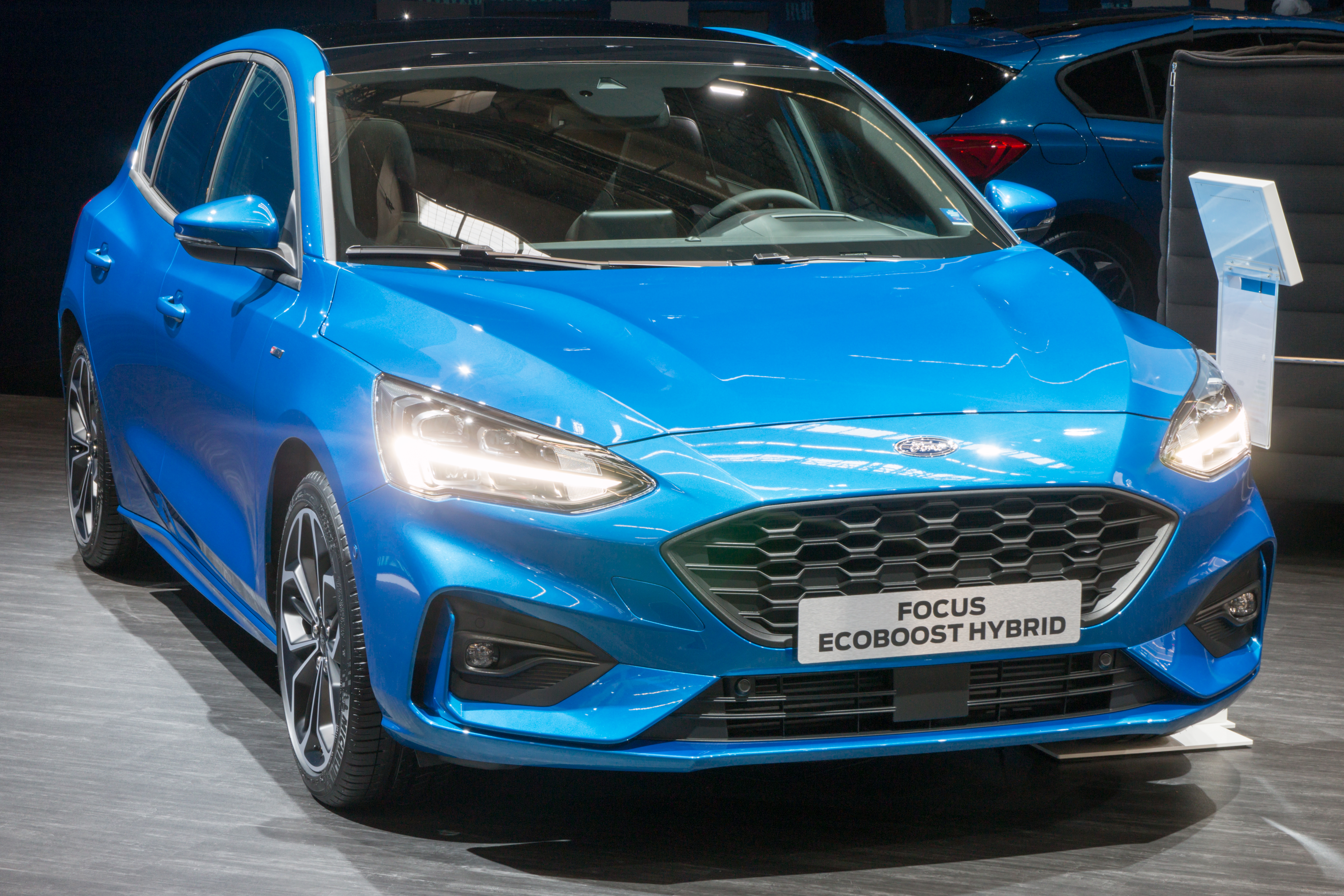
Focus EcoBoost Hybrid

### Focus EcoBoost Hybrid
Presentata nel settembre del 2019 al Salone di Francoforte e introdotta sul mercato a giugno 2020, è una versione mild hybrid abbinata al motore 1.0 EcoBoost da 125 o 155 CV, che incorpora un piccolo motore elettrico con una batteria da 48 volt che contribuisce a migliorare l’efficienza. Il motore elettrico fornisce un supporto aggiuntivo al motore a benzina quando è necessario, contribuendo al contempo a ridurre consumi ed emissioni. La ricarica delle batterie avviene tramite la frenata rigenerativa, recuperando l'energia cinetica durante le decelerazioni. Ulteriori aggiornamenti alla gamma riguardano l'introduzione degli allestimenti ST-Line X e Active X, il cruscotto digitale con schermo da 12,3 pollici con grafica personalizzabile e il sistema multimediale Ford Pass Connect, connesso a internet e dotato della funzione Local Hazard, che avvisa il guidatore se vi sono situazioni di pericolo lungo la strada che percorre.

### Restyling 2021

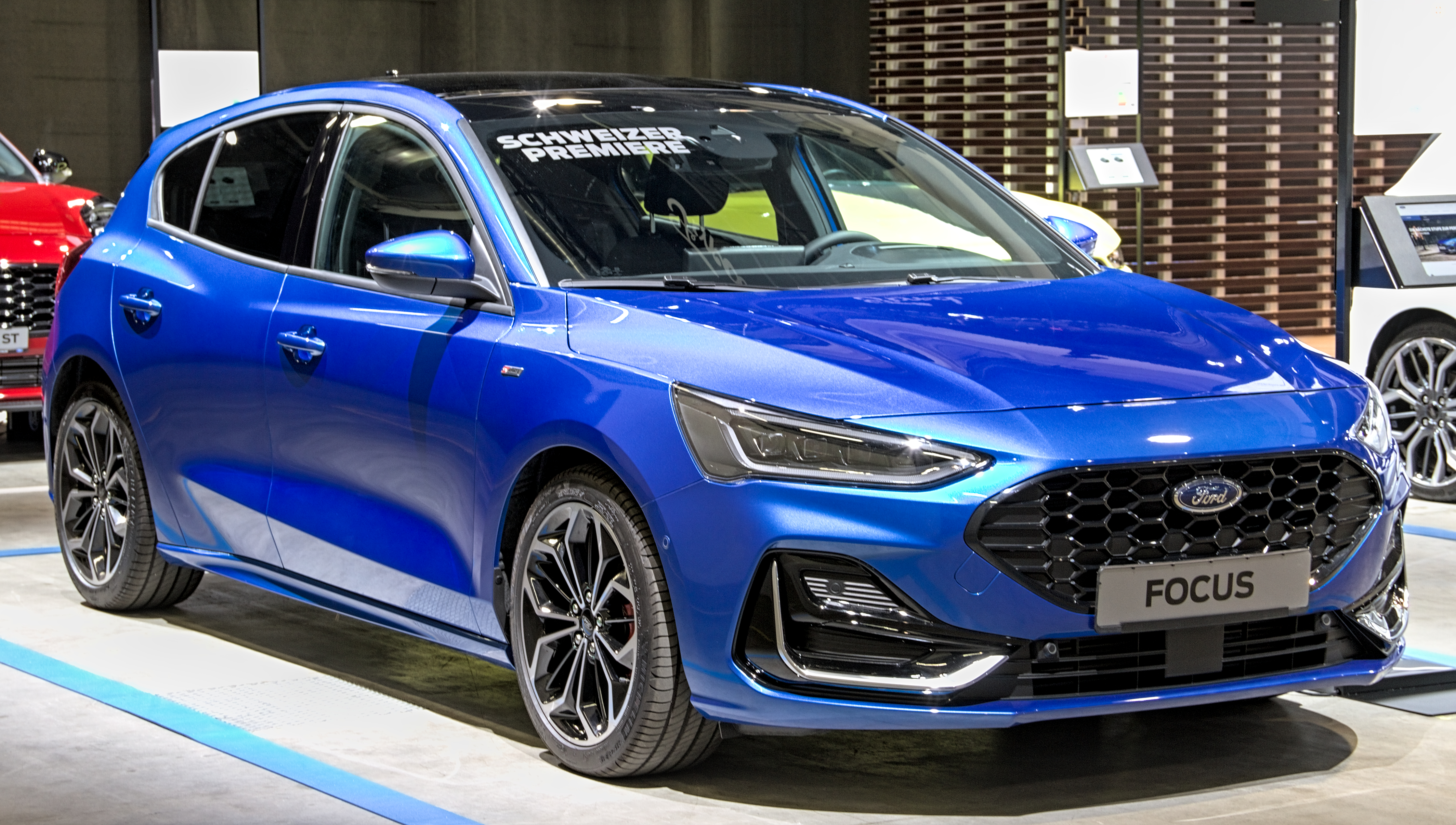
Focus restyling 2021

Il restyling della quarta generazione è stato presentato nell'ottobre 2021 per poi essere esposto al pubblico durante il salone di Zurigo a inizio novembre.

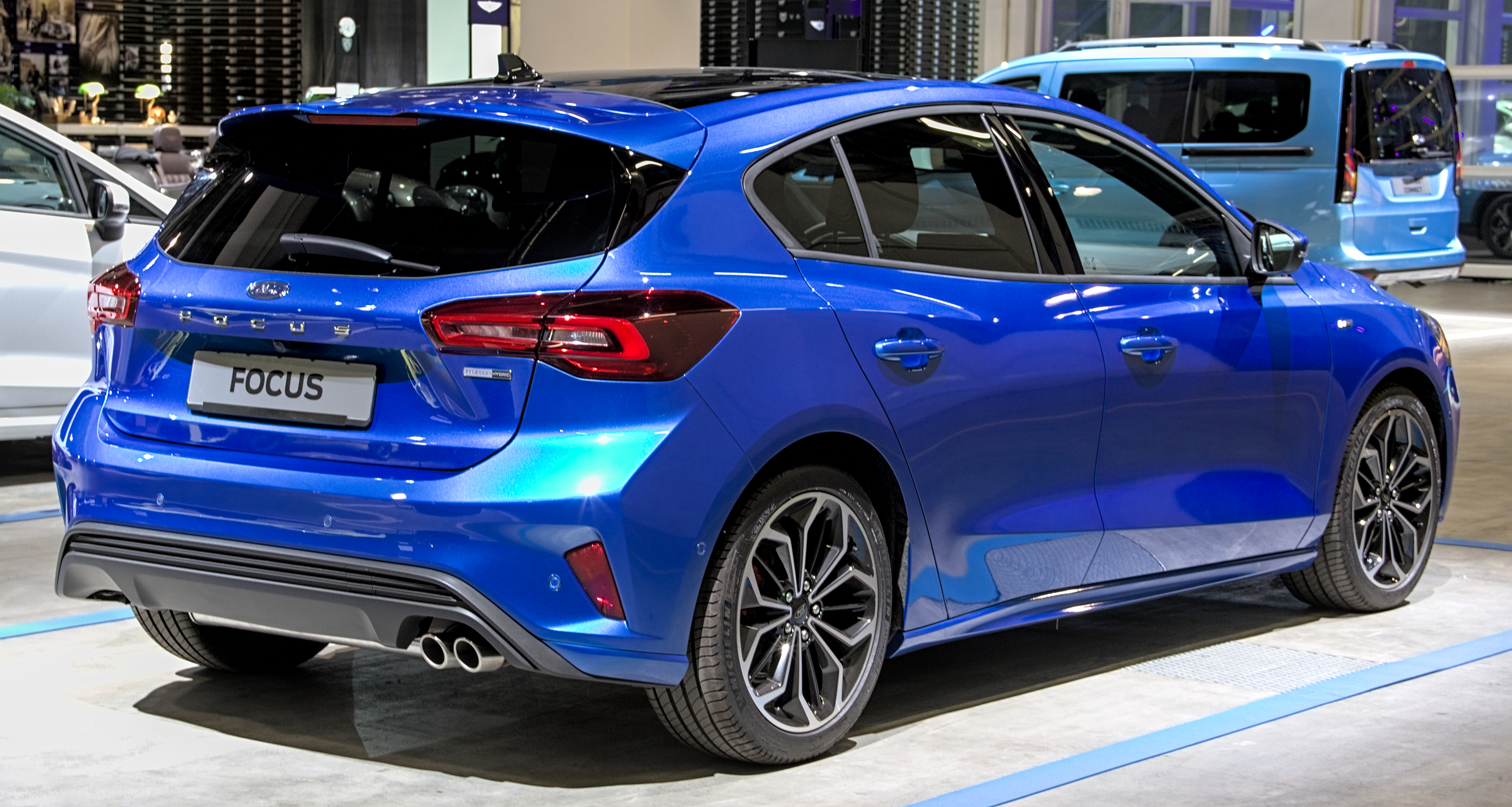
Retro Focus restyling

Varie parti del frontale, con la griglia del radiatore e i fari ora dotati di fanaleria Full LED di serie, sono stati rivisti in modo simile a quelli della Ford Fiesta VII. I fari alogeni non sono più disponibili, mentre i fendinebbia ora sono montati e integrati nei gruppi ottici principali. Come optional sono disponibili i fari Matrix LED. 
All'interno il display del sistema multimediale cresce fino a toccare i 13,2 pollici ed è abbinato all'ultima versione del sistema Sync4. Inoltre sul fronte delle motorizzazioni, nella gamma benzina ci sono solo unità ibride leggere a 3 cilindri EcoBoost da 125 o 155 CV, mentre a gasolio rimane solo il motore diesel con cilindrata da 1,5 litri da 88 kW (120 CV).

## Motorizzazioni
| Modello                    | Motore                              | Cilindrata cm³ | Potenza kW (CV)/rpm | Coppia max Nm/rpm                | Trasmissione       | Consumo km/l | 0–100 km/h (secondi) | Velocità max (km/h) | Peso (kg) | Tipo carrozzeria |
| 1.0 EcoBoost 85 CV         | 3 cilindri in linea, Benzina        | 999            | 63 (85)/4000-6000   | 170/1400-3500                    | Manuale 6 marce    | 20,8         | 13,5                 | 177                 | 1322      | 5 porte          |
| 1.0 EcoBoost 85 CV         | 3 cilindri in linea, Benzina        | 999            | 63 (85)/4000-6000   | 170/1400-3500                    | Manuale 6 marce    | 20,4         | 13,9                 | 175                 | 1383      | SW               |
| 1.0 EcoBoost 100 CV        | 3 cilindri in linea, Benzina        | 999            | 74 (100)/4500-6000  | 170/1400-4000                    | Manuale 6 marce    | 20,4         | 12,1                 | 186                 | 1322      | 5 porte          |
| 1.0 EcoBoost 100 CV        | 3 cilindri in linea, Benzina        | 999            | 74 (100)/4500-6000  | 170/1400-4000                    | Manuale 6 marce    | 20,4         | 12,5                 | 184                 | 1383      | SW               |
| 1.0 EcoBoost 125 CV        | 3 cilindri in linea, Benzina        | 999            | 92 (125)/6000       | 170 (200 in Overboost)/1400-4500 | Manuale 6 marce    | 20,4         | 10,0                 | 200                 | 1322      | 5 porte          |
| 1.0 EcoBoost 125 CV        | 3 cilindri in linea, Benzina        | 999            | 92 (125)/6000       | 170 (200 in Overboost)/1400-4500 | Manuale 6 marce    | 20,4         | 10,3                 | 198                 | 1383      | SW               |
| 1.0 EcoBoost 125 CV        | 3 cilindri in linea, Benzina        | 999            | 92 (125)/6000       | 170 (200 in Overboost)/1400-4500 | Automatico 8 marce | 17,5         | 11,1                 | 195                 | 1371      | 5 porte          |
| 1.0 EcoBoost 125 CV        | 3 cilindri in linea, Benzina        | 999            | 92 (125)/6000       | 170 (200 in Overboost)/1400-4500 | Automatico 8 marce | 16,9         | 11,4                 | 193                 | 1431      | SW               |
| 1.0 EcoBoost Hybrid 125 CV | 3 cilindri in linea, Ibrida Benzina | 999            | 92 (125)/6000       | 210/1400                         | Manuale 6 marce    | 24,1         | 9,3                  | 200                 | 1344      | 5 porte          |
| 1.0 EcoBoost Hybrid 125 CV | 3 cilindri in linea, Ibrida Benzina | 999            | 92 (125)/6000       | 210/1400                         | Manuale 6 marce    | 24,0         | 9,5                  | 198                 | 1388      | SW               |
| 1.0 EcoBoost Hybrid 155 CV | 3 cilindri in linea, Ibrida Benzina | 999            | 114 (155)/6000      | 240/2500                         | Manuale 6 marce    | 24,3         | 9,0                  | 211                 | 1344      | 5 porte          |
| 1.0 EcoBoost Hybrid 155 CV | 3 cilindri in linea, Ibrida Benzina | 999            | 114 (155)/6000      | 240/2500                         | Manuale 6 marce    | 24,2         | 9,0                  | 209                 | 1388      | SW               |
| 1.5 EcoBoost 150 CV        | 3 cilindri in linea, Benzina        | 1497           | 110 (150)/6000      | 240/1600                         | Manuale 6 marce    | 18,5         | 8,8                  | 210                 | 1369      | 5 porte          |
| 1.5 EcoBoost 150 CV        | 3 cilindri in linea, Benzina        | 1497           | 110 (150)/6000      | 240/1600                         | Manuale 6 marce    | 17,8         | 9,0                  | 208                 | 1408      | SW               |
| 1.5 EcoBoost 150 CV        | 3 cilindri in linea, Benzina        | 1497           | 110 (150)/6000      | 240/1600                         | Automatico 8 marce | 16,6         | 8,9                  | 208                 | 1404      | 5 porte          |
| 1.5 EcoBoost 150 CV        | 3 cilindri in linea, Benzina        | 1497           | 110 (150)/6000      | 240/1600                         | Automatico 8 marce | 16,6         | 9,1                  | 206                 | 1445      | SW               |
| 1.5 EcoBoost 182 CV        | 3 cilindri in linea, Benzina        | 1497           | 134 (182)/6000      | 240/1600                         | Manuale 6 marce    | 18,2         | 8,3                  | 222                 | 1369      | 5 porte          |
| 1.5 EcoBoost 182 CV        | 3 cilindri in linea, Benzina        | 1497           | 134 (182)/6000      | 240/1600                         | Manuale 6 marce    | 17,8         | 8,5                  | 220                 | 1408      | SW               |
| 2.3 EcoBoost 280 CV ST     | 4 cilindri in linea, Benzina        | 2261           | 206 (280)/5500      | 420/3000-4000                    | Manuale 6 marce    | 12,0         | 5,7                  | 250                 | 1433      | 5 porte          |
| 2.3 EcoBoost 280 CV ST     | 4 cilindri in linea, Benzina        | 2261           | 206 (280)/5500      | 420/3000-4000                    | Manuale 6 marce    | n/d          | 5,8                  | 250                 | n/d       | SW               |
| 2.3 EcoBoost 280 CV ST     | 4 cilindri in linea, Benzina        | 2261           | 206 (280)/5500      | 415/3000-4000                    | Automatico 7 marce | n/d          | 6,0                  | 250                 | 1459      | 5 porte          |
| 2.3 EcoBoost 280 CV ST     | 4 cilindri in linea, Benzina        | 2261           | 206 (280)/5500      | 415/3000-4000                    | Automatico 7 marce | n/d          | 6,1                  | 250                 | n/d       | SW               |
| 1.5 EcoBlue 95 CV          | 4 cilindri in linea, Diesel         | 1499           | 70 (95)/3600        | 300/1750-2000                    | Manuale 6 marce    | 27,8         | 11,4                 | 183                 | 1363      | 5 porte          |
| 1.5 EcoBlue 95 CV          | 4 cilindri in linea, Diesel         | 1499           | 70 (95)/3600        | 300/1750-2000                    | Manuale 6 marce    | 26,3         | 11,8                 | 181                 | 1413      | SW               |
| 1.5 EcoBlue 120 CV         | 4 cilindri in linea, Diesel         | 1499           | 88 (120)/3600       | 300/1750-2250                    | Manuale 6 marce    | 27,8         | 10,0                 | 196                 | 1363      | 5 porte          |
| 1.5 EcoBlue 120 CV         | 4 cilindri in linea, Diesel         | 1499           | 88 (120)/3600       | 300/1750-2250                    | Manuale 6 marce    | 26,3         | 10,3                 | 194                 | 1413      | SW               |
| 1.5 EcoBlue 120 CV         | 4 cilindri in linea, Diesel         | 1499           | 88 (120)/3600       | 300/1750-2250                    | Automatico 8 marce | 23,2         | 10,2                 | 193                 | 1394      | 5 porte          |
| 1.5 EcoBlue 120 CV         | 4 cilindri in linea, Diesel         | 1499           | 88 (120)/3600       | 300/1750-2250                    | Automatico 8 marce | 21,7         | 10,5                 | 191                 | 1454      | SW               |
| 2.0 EcoBlue 150 CV         | 4 cilindri in linea, Diesel         | 1995           | 110 (150)/3500      | 370/2000-2500                    | Manuale 6 marce    | 22,7         | 8,5                  | 210                 | 1493      | 5 porte          |
| 2.0 EcoBlue 150 CV         | 4 cilindri in linea, Diesel         | 1995           | 110 (150)/3500      | 370/2000-2500                    | Manuale 6 marce    | 21,7         | 8,7                  | 208                 | 1553      | SW               |
| 2.0 EcoBlue 150 CV         | 4 cilindri in linea, Diesel         | 1995           | 110 (150)/3500      | 370/2000-2500                    | Automatico 8 marce | 22,2         | 9,3                  | 207                 | 1518      | 5 porte          |
| 2.0 EcoBlue 150 CV         | 4 cilindri in linea, Diesel         | 1995           | 110 (150)/3500      | 370/2000-2500                    | Automatico 8 marce | 21,7         | 9,5                  | 205                 | 1559      | SW               |
| 2.0 EcoBlue 190 CV ST      | 4 cilindri in linea, Diesel         | 1995           | 140 (190)/3500      | 400/2000                         | Manuale 6 marce    | 20,1         | 7,6                  | 220                 | 1473      | 5 porte          |
| 2.0 EcoBlue 190 CV ST      | 4 cilindri in linea, Diesel         | 1995           | 140 (190)/3500      | 400/2000                         | Manuale 6 marce    | n/d          | 7,7                  | 220                 | n/d       | SW               |